# 가와시마 도루
가와시마 도루(일본어: 川島 透, 1970년 6월 4일 ~ 2024년 1월 19일)는 일본의 전 축구 선수이다.

## 구단 경력
1991년 일본 사커 리그의 마쓰시타 전기(감바 오사카)에 입단했다. 1996년 재팬 풋볼 리그의 오츠카 제약로 이적했다. 1998년후 현역 은퇴.